# Sedgwick megye (Kansas)
Sedgwick megye az Amerikai Egyesült Államokban, azon belül Kansas államban található. Megyeszékhelye és legnagyobb városa Wichita. Lakosainak száma 523 824 fő (2020. április 1.). Sedgwick megye Harvey, Sumner, Butler, Cowley, Reno és Kingman megyékkel határos.

## Népesség
A megye népességének változása:
| Lakosok száma | 499 264 | 500 715 | 503 438 | 505 415 | 511 574 | 523 824 |
|               | 2010    | 2011    | 2012    | 2013    | 2015    | 2020    |